# روش‌های بانداج

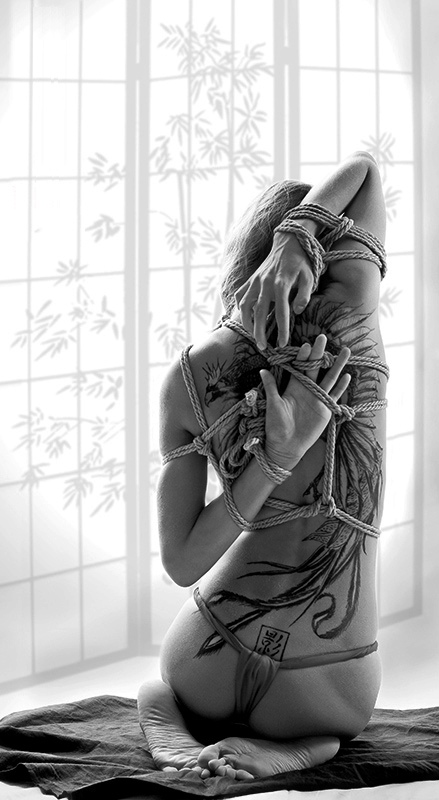
شیباری، سبکی از بانداج

بانداج (به انگلیسی: bondage) در بی‌دی‌اس‌ام، فعالیت بستن یا مهار افراد با استفاده از تجهیزاتی مانند زنجیر، دکمه سردست یا قلاده برای لذت متقابل وابسته به عشق شهوانی است. طبق اعلام مؤسسه کینسای، ۱۲٪ از زنان و ۲۲٪ از مردان درمورد رابطه جنسی، بی‌دی‌اس‌ام را انتخاب می‌کنند و با این کار موافقند.

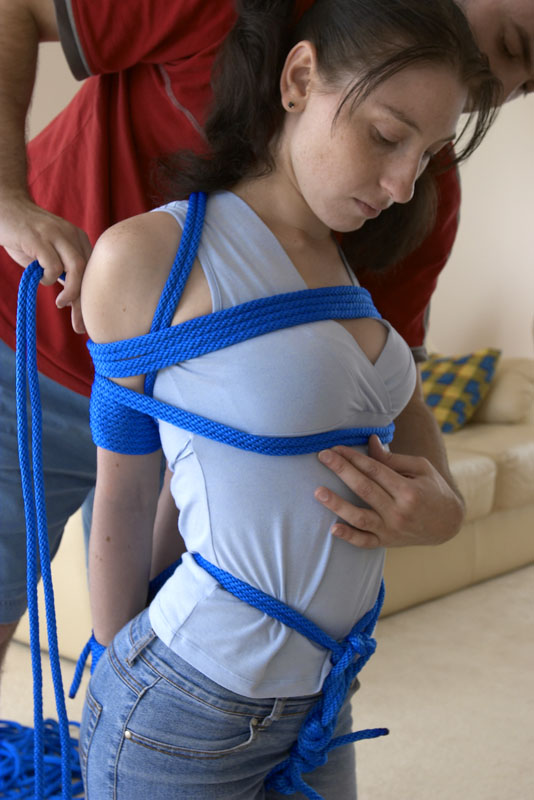
ترکیبی از چهار روش بانداج:بند پستان، بند آرنج، بند مچ دست و طناب فاق

کراوات توپی وسترن که معمولاً با بتی پیچ انجامش می‌دهند

تعدادی از موقعیت‌ها و روش‌های بانداج در بانداج طناب و سایر فعالیت‌های بی‌دی‌اس‌ام استفاده می‌شود. طناب یکی از عناصر مشترک این موقعیت‌ها است، اگرچه ممکن است از بند، تار، زنجیر، قلاب، منگول، میله پاگشا، یقه، مبلمان بانداج، قاب ساخته شده برای هدف، دهان‌بندهای مختلف و یک بازوبند نیز استفاده شود. این پیوندها و اصطکاک‌ها غالباً همان انواع بانداج ژاپنی، شیبری و کینباکو هستند که خاستگاه‌شان آنجاست.

## بندهای بدن کامل

### کراوات توپی
کراوات توپ یک حالت بانداج است که در آن، فرد به حالت توپ با زانو در برابر شانه محدود است. موقعیت توپ (موقعیت جنینی نیز نامیده می‌شود) می‌تواند محکم بسته شود، که در آن پاها دو برابر خم می‌شوند و پاشنه‌ها باسن را فشار می‌دهند. پاها را باید بالا آورده شوند تا رانها به سینه فشار بیاورند. محکم فشار دادن ران‌ها بر روی شکم ممکن است تنفس را محدود کند.
دست‌ها ممکن است از جلو یا پشت سر بسته شوند، هرچند پشت سر معمول‌تر است. اگر در پشت باشند، ممکن است بند آرنج نیز وجود داشته باشد، یا بازوها ممکن است در حالت دعای معکوس قرار داشته باشند، و طنابهایی به دور بازوها و تنه (یا بازوها و پاها) قرار بگیرند تا بازوها را محکم در پشت نگه دارد. اگر در جلو باشد، بازوها ممکن است در آغوش پاها بسته شوند، یا ممکن است با هر مچ دست به آرنج مخالف متصل شوند. ممکن است مچ پا یا زانوها به‌هم گره خورده باشند. به‌طور معمول مچ پا در حالت قورباغه به رانها بسته می‌شود.

کراوات توپی جایگزین با بند مو

گاهی فرد مطیع کفش‌های پاشنه بلند می‌پوشد تا فرد سلطه‌گر، طناب‌هایی به دور پاشنه آن پیچیده و به مچ دست ببندد. این به تأثیر بصری می‌افزاید، و باید به‌عنوان مکمل سایر بندهای امن استفاده شود. در اثر فشار، ممکن است کفش جدا شده یا پاشنه پا آسیب ببیند. وقتی فرد مطیع از این طریق گره خورده باشد، کفش‌ها را نمی‌توان جدا کرد.
سر ممکن است به طریقی به عقب کشیده شود، مانند بانداج سر. با این حال، مخالفان، استدلال می‌کنند که این مغایر ایده اتصال به توپ است. متناوباً، می‌توان سر را به جلو کشید تا چانه سینه را فشار دهد.
این حالت می‌تواند سختگیرانه باشد (و برخی معتقدند) تحریک کننده است. در عین حال راحت است و ممکن است سوژه برای مدتی در آن باقی بماند.
کراوات توپی یکی از حالت‌های ممکن در خود-بانداجی است. تحرک در آن محدود است، بنابراین باید از مکانیزم‌های فرار اضافی مستقل و از اقدامات احتیاطی بیشتری نسبت به بانداج معمولی استفاده شود.

### بانداج هوگی
بانداج هوگی مستلزم بستن هر چهار اندام به پشت است. این به‌طور معمول شامل اتصال مچ دست و مچ پای فرد در پشت کمر با استفاده از نوعی محدودیت‌های فیزیکی مانند طناب یا کاف است، اما ممکن است در برخی از زمینه‌های بی‌دی‌اس‌ام به اتصال بازوها و پاها در پشت نیز اشاره داشته باشد. این اتصال ممکن است شل باشد و مچ پا و مچ دست خود را با فاصله از هم جدا کند، یا محکم‌تر باشد، درحالی که هر چهار اندام به هم متصل شده‌اند، حتی با مچ دست و مچ پا متصل شده و به زانو یا شانه بسته می‌شوند.
یک هاگتی کلاسیک غربی با اتصال آرنج‌ها و اتصال زانوها سخت‌تر می‌شود.
 یک نوع هوگی است، که شامل بستن مچ دستِ بسته به پاهای جمع شده‌است، و دسترسی سلطه‌گر به سلطه‌پذیر برای بازی جنسی را آسان می‌کند.
قلاده هوگتی نوعی هوگی سختگیرانه است، که مچ، آرنج و مچ پا را پشت سر خود به هم گره می‌زند و مچ پا را به بند شانه می‌بندد. انگشتان شست پا نیز به هم گره خورده و سپس به عقب گز متصل می‌شوند و سلطه‌پذیر را به یک قوس شدید می‌کشانند و در عین حال گنگش، او را به شدت محکم می‌کند.

### ایمنی
موقعیت هوگی فشار را بر شکم فرد گره خورده وارد می‌کند، که ممکن است باعث ایجاد مشکل در تنفس شود، که به عنوان خفگی موضعی شناخته می‌شود. باید اطمینان حاصل شود که فرد گره خورده می‌تواند در تمام مراحل بازی به راحتی نفس بکشد. اینکار اگر از گیس، یقه یا طناب برای ایجاد گره سخت‌تر استفاده شود، بسیار مهم است. این درکنار خطرات طبیعی مهار بدنی و بازی بی‌دی‌اس‌ام، خطری دیگر است.

### کراوات خرچنگ

کروات خرچنگ

مچ دست مطیع به مچ پا، و آرنج به زانوها متصل می‌شود. این حالت فقط اجازه باز و بسته شدن پاها و کمی غلتیدن را می‌دهد.

### کراوات میگو (ebi)

کروات شیبری-ابی یا میگو

کراوات میگو (海老責め، به فارسی ابی-ها، به انگلیسی Zeme)(همچنین به عنوان یک روش شناخته شده از ابی(海老) یا یک گوری (繰り)) یک نوع بانداج کینباکو است. بیش از ۳۰۰ سال پیش در سال ۱۷۴۲ در ژاپن به عنوان شکنجه و روش بازجویی آغاز شد. به‌دلیل موقعیت خم شده و پایین کشیدن بالاتنه، اگر فرد برای مدت طولانی در این حالت بماند، در بدنش احساس سوزش ایجاد می‌شود.
به‌دلیل بالا رفتن پاها و خم شدن بالاتنه، این حالت شبیه پاهای میگو یا میگو است.
در مرحله اول، یک کراوات سینه، مانند کراوات جعبهای ساخته می‌شود. شرکت کننده به صورت چهارزانو نشسته‌است و مچ پا با استفاده از یک کراوات ستونی به هم گره خورده‌است. از اینجا، طناب روی گردن شرکت کنندگان، (یا مهار قفسه سینه) حلقه می‌شود و به مچ پا برمی‌گردد. این حالت کم‌کم محکم شده و مچ پا را به سمت بالا می‌آورد. 

#### تغییرات
- زانوها برای محدود کردن بیشتر حرکت به سمت داخل محدود می‌شوند؛
- مچ پا به جای مهار سینه به گردن بسته می‌شود.

همه تغییرات دارای حالت تلاقی مچ پا، مشترک هستند.

### کراوات میگو معکوس
حالت گیاکو ابی: در مرحله اول، یک کراوات سینه، مانند یک کراوات جعبه‌ای ساخته می‌شود. شرکت کننده به صورت چهارزانو نشسته‌است و مچ پا با استفاده از یک کراوات ستونی به هم گره خورده‌است. سپس، شرکت کننده به پشت دراز کشیده، و طناب از مچ پا در امتداد پشت منتقل می‌شود، آنها را می‌کشد و آنها را به باسن محکم می‌کند. به این گره کراوات ژاپنی نیز می‌گویند.

### مهار طناب
مهار طناب بانداج، که گاهی به عنوان یک بند بانداج، تار طناب، لباس طناب یا کارادا نیز شناخته می‌شود، یک اتصال است که شامل گره زدن یک ساختار پیچیده از طناب در اطراف بدن در یک شبکه پیچیده مانند مد است.
مهار طناب در واقع شبیه چرم مهار بانداج است، به این معنی که هر دو به‌طور معمول برای اتصال فرد استفاده نمی‌شوند، اما برای اعمال فشار بر روی منطقه محدود استفاده می‌شوند و می‌توانند نقاط ایمنی سایر روش‌های بانداج را فراهم کنند، از جمله بانداج تعلیق.
یک لباس طناب از ۱۰–۱۵ متر طناب برای بستن استفاده می‌کند، و شامل چندین عبور طناب از جلو به عقب در اطراف بدن برای ایجاد الگوی طناب الماس شکل مشخص است. این طناب از طناب متصل می‌شود، طناب دوتایی با چهار گره فوق‌العاده قرار گرفته روی بدن می‌افتد و به آرامی از زیر فاق گرفته و تا پشت گردن کشیده می‌شود. رشته‌های منفرد اکنون از عقب به جلو منتقل می‌شوند، به درون ساقه حلقه می‌زنند یا از مانترهیچ استفاده‌می‌کنند. در بعضی موارد، یک دسته طناب ممکن است تا آن قسمت از تنه گسترش یابد و به شبکه‌هایی با طرح الماس تبدیل شود که از طول بازوها یا پاها پایین می‌آیند.
گرچه از یک طناب به‌طور معمول برای اتصال اندام استفاده نمی‌شود، اما می‌توان برای آن منظور فقط با دور زدن بازوهایی که زیر آن قرار ندارند از آن استفاده کرد. لباس طناب را می‌توان با طناب فاق یا دسته سینه شنجو ("مروارید") استفاده کرد.

#### کارادای ژاپنی
اصطلاح ژاپنی شیبری به معنای ساده «کراوات» است، در حالی که کینباکو یک کراوات تزئینی است. جایی که هدف تولید الگوی طناب زیبا در اطراف بدن است. اصطلاح ژاپنی کارادا به معنای ساده «بدن» است. به‌طور سنتی، بین پیوندهای طرح دار کیکو (《لاک پشت پوسته》؛ شش ضلعی) و هیشی (الماس) تمایز قایل می‌شد، اگرچه بسیاری از منابع مدرن فقط از اصطلاح کیکو برای اشاره به هر نوع بند بدن طناب استفاده می‌کنند.

## کروات پایین‌تنه

### طناب فاق

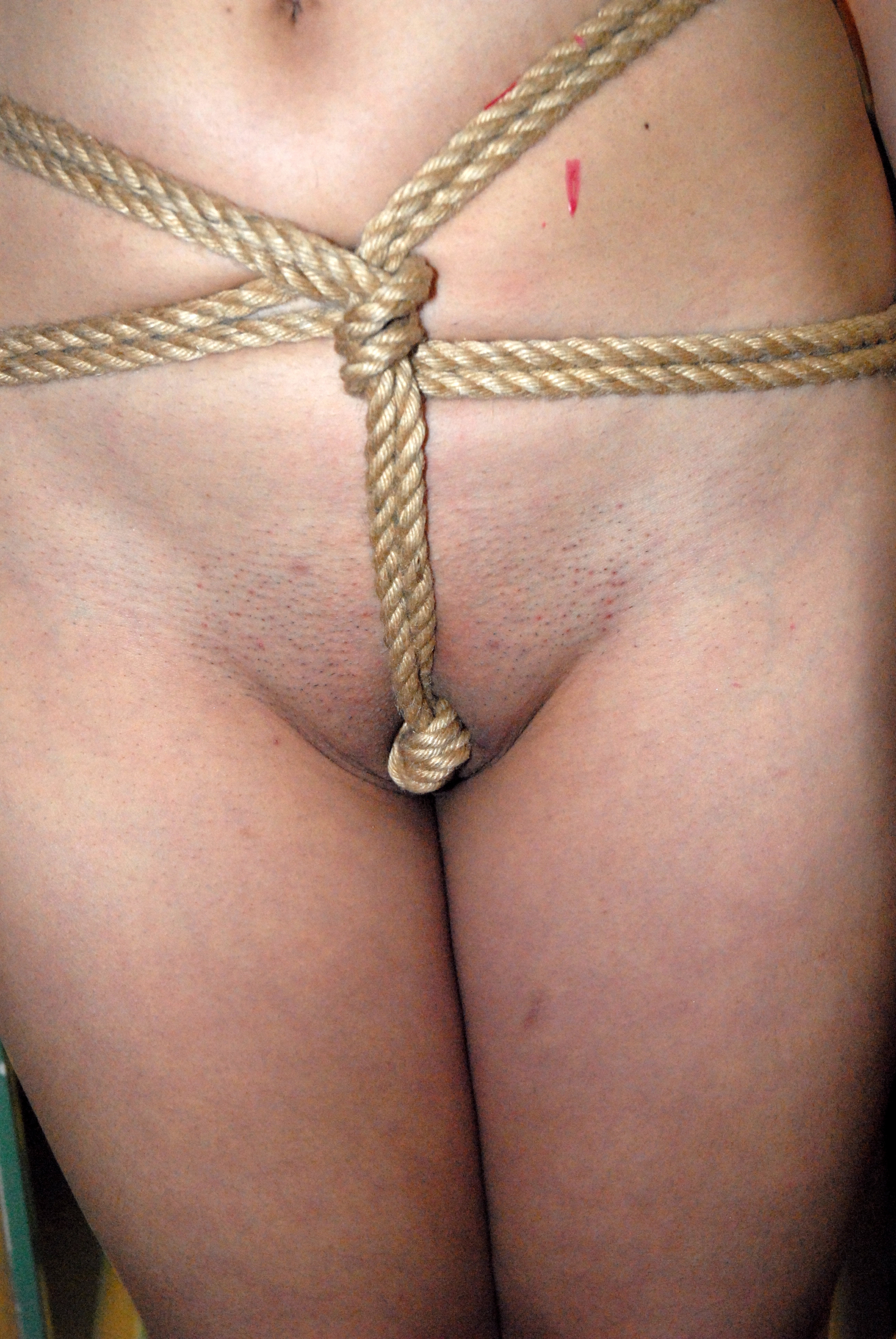
یک طناب فاق پایه

طناب محل انشعاب بدن انسان (همچنین به‌عنوان شناخته شده ماتاناوا یا ساکورا در بانداج ژاپنی) شامل طناب تساوی دور کمر یک زن است؛ سپس این طناب از بین لابیا عبور داده می‌شود تا فشار دردناک یا لذت بخشی به اندام تناسلی او وارد شود. طناب محل انشعاب بدن انسان معمولاً شامل کنف یا کنف بافته شده است، اما تسمه یا مهار هم ممکن است در آن استفاده شود. این بانداج، به راحتی می‌تواند با هر حالت دیگر بانداج ترکیب شود.
طناب فاق ممکن است روی لباس یا مستقیم بر روی پوست بسته شود. می‌توان آن را زیر لباس یا در نمای کامل پوشید. در حالی که بیشتر از طنابهای فاق کوتاه در زنان استفاده می‌شود، تغییرات خاصی برای مردان در این بانداج وجود دارد.
طناب فاق همچنین می‌تواند به عنوان یک نوع کمربند عفاف پیچیده استفاده شود.

### تکنیک

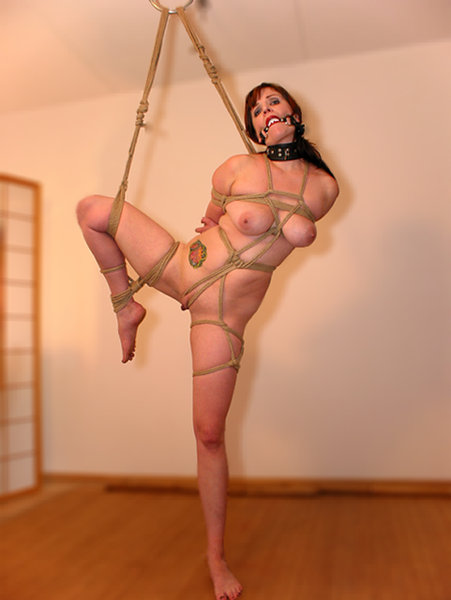
بانداج طناب در یک موقعیت ناراحت‌کننده. این شامل طناب محل انشعاب بدن انسان، بانداج پستان، بانداج آرنج، تهوع دهان و سایر روشهای دیگر

به‌طور معمول، طناب بین لب بزرگ ویا عمیق‌تر از طریق پودندال شکاف از فرج، عبور می‌کند. گره‌ها را می‌توان در طناب بست تا فشار خاصی به مقعد یا کلیتور وارد شود. معمولاً با بستن آن به طنابی به دور کمر دقیقاً بالای باسن یا بستن دو سر آن به محل دیگری ثابت می‌شود. این نوع بانداج همچنین در فعالیتهای بی‌دی‌اس‌ام، خصوصاً در مورد زنان سلطه‌پذیر معمولاً به عنوان بخشی از حالت تحریک و انکار، بکار می‌رود. در نوع دخترک کلاسیک در مضیقه، که مورد علاقه فیلمهای صامت است، از طناب فاق استفاده می‌شود و سپس مچ و آرنج را از پشت و مچ پا و زانوها بسته می‌شود؛ و باعث نگاه رقت‌انگیز سلطه‌گر می‌شود.

#### تغییرات
برای تماس مداوم پوست با طناب، اگر طناب به کمر بسته نشود، می‌توان آن را به جلو و عقب بین لابیا حرکت داد یا می‌توان سوژه را از روی آن عبور داد.
طنابها ممکن است محکم و از جلو به دور کمر بسته شوند، از طریق دستگاه تناسلی به پایین لیز بخورند، سپس به عقب کشیده شوند و به طنابهای دیگر که به دور مچ بسته شده‌اند بسته شوند، و به عنوان یک چنگال، مضاعف می‌شوند تا بیشتر محکم شوند. این نوع بانداج، به سلطه‌پذیر، امکان فشار متقابل بر اندام تناسلی را (که اغلب باعث تحریک جنسی می‌شود)، هرچند که باعث کاهش آزادی حرکتش شود، می‌دهد. اگر چنین بانداجی خیلی محکم کشیده شود، حرکت و بازوها بسیار کم حرکت می‌کنند، خصوصاً وقتی که با بند آرنج ترکیب شوند و دست‌ها در تماس با باسن محکم شوند.

### قورباغه
قورباغه، یک حالت بانداج است که پایین بدن را که در آن پاهای یک فرد به‌طور کامل در زانو خم شده‌است. آنها به‌طور جداگانه از مچ پا تا ران و نیز درست در پشت زانو به شکل یک قورباغه خمیده بسته می‌شوند. زانوها ممکن است آزاد، نزدیک به هم یا به‌طور گسترده‌ای باز شوند. این نقطه آغاز بسیاری از بازی‌های جنسی دیگر است.
این کراوات فرد را در حالتی قرار می‌دهد که آسیب‌پذیر است، اما کاملاً بی حرکت نیست و هنوز هم می‌تواند حرکت کند؛ البته مانند یک خزنده، به‌طور ناجور. قورباغه، با شخصی که چنین محدود شده‌است، همچنین می‌تواند به عنوان یک حالت جنسی محدود کننده یا به عنوان پایه ای برای بند محدودتر استفاده شود. مچ بند فرد بسته شده را می‌توان به نوعی حلقه غیر متحرک با طناب دلخواه وصل کرد، و در حین جلوگیری از فرار، آزادی حرکت را محدود می‌کند. علاقه‌مندان به کینباکو می‌توانند از کراوات فوتو مومو استفاده کنند.
مچ دست در هر طرف، اغلب پس از به گره خوردن مچ پا / ران ترکیبی، در دو طرف مربوط می‌باشند، اگر چه ممکن است نسبت به کراوات هر مچ دست تا مچ پا در مقابل و حالت قابل توجهی سخت‌تر باشد.
در حالت مشابه، مچ‌های فرد به سادگی به مچ پا مربوط متصل می‌شوند. با این حال، نمی‌توان آن موقعیت را کاملاً قورباغه ای در نظر گرفت، زیرا با شرایط 《مچ پا تا ران بسته》مطابقت ندارد.

### حالت پاها
پاها ممکن است کاملاً به هم چسبیده باشند (که به‌طور رنگارنگ باکره توصیف می‌شود)، با هم باشند، از هم جدا باشند ویا به‌عنوان حالت شلخته، به‌طور گسترده‌ای از هم جدا باشند. سلطه‌پذیر می‌تواند ایستاده، زانو زده یا نشسته باشد یا زانوها را به سمت سینه بکشاند. ایستادن ممکن است آرام باشد، روی نوک پنجه پا یا در شدیدترین حالت، در حین pointe باشد.

### حالت لوتوس
برخی از سلطه‌پذیران، انعطاف پذیرتر در یوگا، موقعیت لوتوس راحت می‌نشینند. بعضی‌ها به‌طور طبیعی جمع می‌شوند.

## کروات بالاتنه

### کراوات جعبه‌ای

نمای پشت کروات پایه‌ای

کراوات جعبه‌ای، کراواتی در قفسه سینه و بازوها است و برای درست کردنش، به‌عنوان گره‌ای جزئی با کراوات اندام تحتانی ترکیب شده، یا پس از تغییر در سایر کراوات‌ها ایجاد می‌شود. هر دو بازو به‌طور موازی در پشت توسط یک هسته نگه داشته شده، و توسط یک طناب کششی که نقطه میانی بازوهای بالا را متصل می‌کند، بی حرکت می‌شوند.
کراوات TK یا جعبه شیبری، (gote shibari)، یک کراوات تک ستونی از قسمت بالاتنه است. به آن کوکته(takate kote) نیز می‌گویند. اول، بازوها به‌طور موازی در پشت قرار می‌گیرند. این نقطه شروع کراوات است که دارای یک طناب بالایی است که تنه و بازوها را درست در زیر شانه محاصره می‌کند، به یک نقطه مرکزی متصل می‌شود و یک ساقه به سمت بازوها ایجاد می‌کند. این وجه تمایز جعبه کراوات با دیگر بانداج‌هاست. یک طناب پایین بازوها و تنه را در یک نقطه میانی بین طناب فوقانی و آرنج احاطه کرده و دوباره به ساقه برمی‌گردد.
از بسته‌های TK در بند تعلیق استفاده می‌شود، اما اگر طناب‌ها جابجا نشوند، وزن بدن می‌تواند عصب شعاعی را خرد کند و منجر به بیماری جدی و احتمالاً برگشت‌ناپذیری شود که به قطره مچ دست معروف است. . هیچ حالت کاملاً مطمئنی برای بنداج بالاتنه وجود ندارد. پیدا کردن نقطه میانی درست بین عضلات سه سر و عضلات دلتوئید مشکل‌ترین کار است.

#### انواع

شیباری گیاکو ابی کراوات

جعبه متقاطع سینه، طناب بالایی را با استفاده از یک جایگزین که از روی شانه و پشت از زیر بازوی مخالف عبور می‌کند، کمی شل‌تر می‌کند و سپس بر روی شانه دیگر تکرار می‌کند.
یک جایگزین سفت‌تر، گره زدن آرنج به هم است که می‌تواند منجر به استرپادو یا پیوند دعای معکوس شود. بازوی بیش از حد (Hasenohren) یا گوش‌های حیوان دست آموز، روش دیگری برای مهار دست‌هاست. برخی از بانداج‌های دست شامل این‌ها هستند:
- مهار ستاره که بازوها را مهار می‌کند؛[۲۵]
- پنتگرام (مهار ستاره)[۲۶]

### بنداج پستان

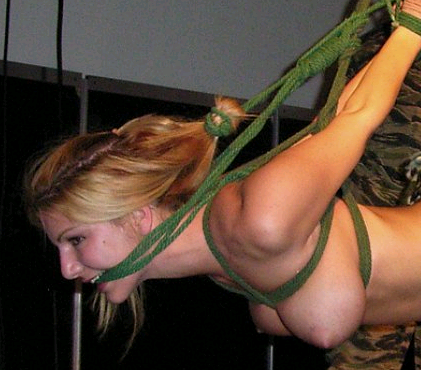
نمای جانبی بانداج پستان در Bound con، آلمان، ۲۰۰۸

بانداج پستان یک تکنیک بانداج است که شامل گره زدن طناب به دور پستانهای یک زن به صورت بصری پیچیده و تزئینی است. بانداج پستان شایع‌ترین استفاده از طناب است، اما بافته شده، تسمه یا مهار همچنین ممکن است بجایش استفاده شود.
بانداج پستان اغلب بر جنبه‌های تزئینی، زیبایی شناختی و انکار جنسی وابسته به عشق شهوانی متمرکز است، و نه بر روی بی حرکتی زن. با این حال، اسارت پستان می‌تواند با تکنیک‌های دیگری همراه باشد که تحرک فرد را محدود می‌کند و می‌تواند نقاط ایمنی سایر بازی‌های بانداج، مانند طناب فاق و شکنجه پستان را فراهم کند.

#### تکنیک
بند پستان را می‌توان روی لباس یا مستقیماً روی پوست قرار داد، همچنین می‌توان آن را زیر لباس یا کاملاً در بیرون از آن پوشید. از طناب، روبان یا بندهای چرمی ۱⁄۴ اینچ (۰٫۶ سانتیمتر) می‌توان استفاده کرد.
تکنیک اصلی پیوند پستان که شامل گره زدن طناب‌ها به دور پستانها است، باعث برآمدگی آنها می‌شود. معمولاً از طناب یکسان برای هر دو پستان استفاده می‌شود به طوری که دسته طناب به‌طور خودکار در قسمت جلوی آن نگه داشته می‌شود. این طناب ممکن است در پشت نیز ثابت شود، که در آن صورت، نوعی سوتین ساخته شود.
تکنیک دیگر قرار دادن یک طناب در اطراف تنه درست بالای پستانها و دیگری در زیر آنها است، سپس طناب‌ها را به هم فشار می‌دهند تا سینه‌ها از بالا و پایین فشرده شوند. این کار را می‌توان به جای روش دیگر انجام داد. یک طناب را می‌توان از روی شانه‌ها و از بین پستانها رد کرد، آن را از بالا و پایین سینه‌ها به هم رساند، سپس از روی شانه‌ها به عقب گره، برگرداند. از طناب اولیه می‌توان برای قرار دادن ناخن‌ها بین بازوها و بدن استفاده کرد.

#### شینجو
شینجو (از زبان ژاپنی به معنای مروارید) یک تعبیر خوب است که به اتصال سینه‌های ماده اشاره دارد. در بین مردم ادعا شده‌است که 《شینجو》 اصطلاحی اصیل ژاپنی برای 《بند بیکینی》 است. با این حال، هیچ کراواتی به نام 《شینجو》 در تاریخ استفاده از کینباکو یا استفاده از آن در زمان حال، پیدا نمی‌شود.
شکل اصلی یا بنیادی کینباکو برای اتصال بازوها و پستانها با نام Ushiro Takatekote شناخته می‌شود، یعنی اتصال بازوها در پشت (ushiro) در حالت تکتوکو (takate kote). این کراوات تکتوکو، که در اصل در سامورایی هنر رزمی هویوجوتسو (捕 縄 術) یا ناواجاتسو یافت شد، (縄 found) در اواخر قرن نوزدهم به استفاده وابسته به عشق شهوانی خود تبدیل شد و اوایل قرن ۲۰، پایه و اساس بیشتر روابط کینباکو شد.

#### ترکیب با تکنیک‌های دیگر
گاهی، بانداج پستان با سایر تکنیک‌های بانداج ترکیب می‌شود. به عنوان مثال، بازوان زن را می‌توان از پشت، در آرنج یا جعبه کراوات یا در حالت دعای معکوس بست. بازوهای بسته شده وقتی با بانداج پستان ترکیب می‌شوند، سینه و پستانهای زن را مجبور به بیرون زدگی بیشتر می‌کنند. هنگام ترکیب بانداج پستان و بازو، سلطه‌گران می‌توانند طنابهای بالا و پایین پستانها را در کنار پستانها با هم عبور دهند، تا از زیر شانه‌ها و پشت گردن عبور کنند، که در نتیجه طناب به‌طور مؤثر پستانها را محاصره می‌کند.
بانداج پستان می‌تواند نقشی جدایی ناپذیر در بانداج تعلیق داشته باشد. اگر بانداج تعلیق به حالت تعلیق درآید، به ویژه در حالت افقی مانند هوگی معلق، از بند پستان به عنوان اصلی‌ترین ناحیه حمایت کننده در زیر سینه استفاده می‌شود.

### حالت‌های بازوها
برای توصیف این بانداج‌ها، کل واژگان تکامل یافته‌است. وقتی بازوها مانند مومیایی از روی سینه عبور می‌کنند: این مصری است، اگر شانه‌های مخالف را لمس کنند: این یک دوبل-وی است. وقتی هر دو مچ پشت کمر با هم محکم می‌شوند: این بند استرپادو است. هنگامی که یک مچ دست به پشت و تا شانه مخالف کشیده می‌شود، یک چکش داریم. وقتی مچ‌ها جلوی بدن هستند و آرنج‌ها را با میله پخش کننده پشت می‌بندند: این یک پیشخدمت است. در این حالت، دست‌ها ممکن است روی سر، پشت گردن یا در یک کراوات روی بازو باشند. آنها ممکن است در کف پا، روی مچ پا ، در مچ پا مقابل زانوها، به صورت ضربدری از جلو یا نگه داشتن آرنج مخالف باشند.

### کراوات اسیر

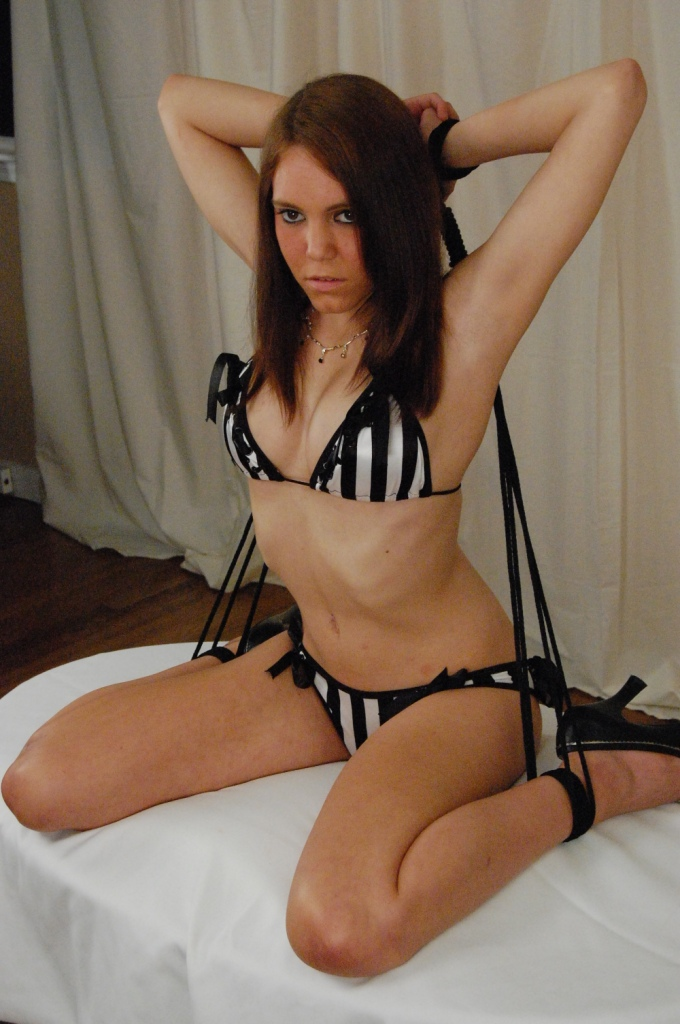
یک حالت ساده از روی بازو

کراوات اسیر ویا کراوات بیش از حد بازو (کوتوبو ریو-تکابی)، یک حالت بانداج است که در آن، مچ دست یک فرد را در پشت سرش با استفاده از نوعی محدودیت فیزیکی، مانند طناب یا سیل بسته‌است؛ که طول طناب، زنجیر یا بند در انتهای دیگر به آن متصل است، که آن‌هم به یک کمربند به دور کمر یا دیگر نقطه لنگر متصل شده‌است.

کروات بیش از بازو

افرادی که بانداج طناب را انجام می‌دهند این را یک کراوات کوتاه مدت یا موقتی می‌دانند که برای مهار سلطه‌پذیر هنگام حرکت به اتاق دیگر یا گره زدن مقدماتی استفاده می‌شود. این بانداج، قابل گریز نیست. این کراوات ساده بازو، گاهی در پیشگویی جنسی و در قلقلک بازی استفاده می‌شود که مانع حفاظت سلطه‌پذیر از لکه‌های مضراب خود می‌شود.
مچ‌ها از جلو با کروات دو ستونی به هم گره خورده‌اند. آنها از بالای سر گرفته می‌شوند و طناب از مرکز پشت، پایین می‌افتد. از پایینِ پشت سینه عبور کرده و به دورش حلقه می‌شود، معکوس می‌شود و سقوطی محکم به طرف مرکز می‌کنند، طناب از جلوی سینه عبور می‌کند و در وسط عقب قفل می‌شود. طناب اضافی را می‌توان تا زمانی که مچ دست سلطه‌پذیر محکم شود، به دورش پیچید. به‌دلیل استفاده از این به عنوان کراوات دائمی، کشش کاهش می‌یابد و یک طناب دیگر از بین زیر بازو عبور داده می‌شود و فضای زیر آرنج بسته می‌شود.
کراوات روی بازو ممکن است به عنوان بخشی از بانداج پیچیده تری استفاده شود. به عنوان مثال، می‌توان طناب پشت را از بین پاها رد کرد و از جلو محکم کرد و یک طناب فاق تشکیل داد. مچ‌ها ممکن است با کمی کشیدن طناب، به بازوها بسته شوند؛ که برای آن هم چندین کراوات هست، از یک کراوات گشاد تا یک کراوات سخت که مچ دست‌ها تقریباً روی بازوها است. کراوات بالای بازو را می‌توان با تکنیک‌های دیگری که سلطه‌پذیر را بیشتر بی‌حرکت می‌کنند ترکیب کرد؛ مانند بانداج هوگی، قورباغه یا میگو برای پاها، یا بستن مچ دست بسته به یک قاب ثابت. در این حالت، آرنج‌ها از هردو طرف بیرون می‌آیند، و در یک سطح با سر قرار می‌گیرند، در حالی که دست‌ها از پشت سر بسته می‌شوند.

### تفنگ شانه
تپو شیباری (به ژاپنی: 鉄 砲 縛 り)

بانداج شانه در حالت تفنگ

این یک کراوات بازو نامتقارن است، جایی که یک بازو از پشت و بازوی دیگر از روی شانه، گرفته می‌شود.

### دعای معکوس

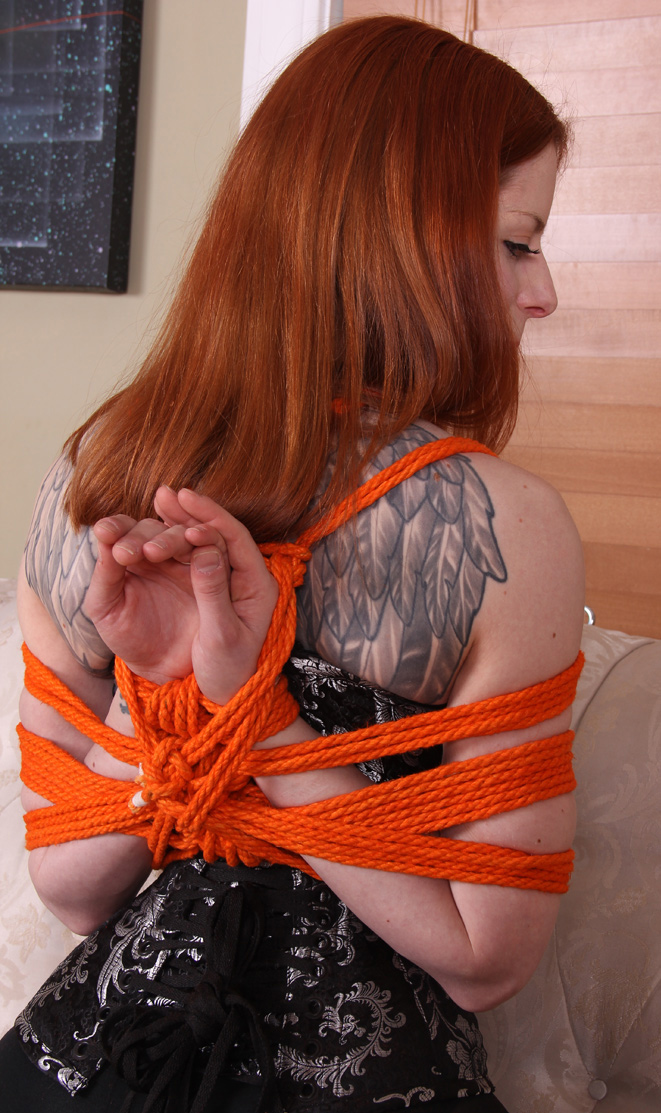
یک مهار دعای معکوس

دعای معکوس، یک تکنیک است که در بازی BDSM استفاده می‌شود، شامل مهار بازو یک شخص با اتصال بازوانش به پشتش، به‌طوری است که دستان فرد، بین شانه و انگشتانش باشند. دستها مستقیم، کشیده و کف دستها یکدیگر را لمس می‌کنند؛ دست‌ها هم با مچ دست مقید به هم هستند. به همین دلیل، شبیه حالت نماز سنتی است، اما بازوها به جای اینکه در مقابل فرد مقید باشند، در پشت مقید هستند، که به‌همین دلیل از استفاده از دست‌ها جلوگیری می‌کنند. بسیاری از افراد این حالت را پس از مدتی، دردناک می‌دانند و اظهار می‌کنند که ممکن است گرفتگی ایجاد شود؛ بنابراین، کسی که در این حالت قرار دارد ممکن است نیاز به نظارت دقیق داشته باشد.
برای بی حرکتی بیشتر بازوها، اغلب یک طناب یا بند دور بازوها و بدن قرار می‌گیرد و بازوها را به پشت فشار می‌دهد. برای یک زن، این امر به راحتی می‌تواند به طناب‌های مربوط به بندهای پستان مرتبط شود. تکنیک دیگر برای بی‌حرکتی بازوها، رفع طناب از آرنج تا کمربند یا طناب‌های دیگر، از دور بدن است.
در داستان بانداج، افرادی که در این حالت قرار دارند گاهی مجبور می‌شوند آرنج خود را لمس کنند و با این‌کار، این حالت را به نوعی از بانداج آرنج تبدیل می‌کنند. تعداد کمی از افراد می‌توانند در این وضعیت بدون دررفتگی مفصل شانهها بمانند. با این حال، برای بسیاری از افراد، می‌توان آرنج‌ها را کمی به هم فشار داد و آنها را در همان حالت گره زد.
از حالت دعای معکوس (بدون هیچ گونه بند) در برخی از تمرینات یوگا نیز استفاده می‌شود.

### بانداج سر
بانداج سر، در بازی BDSM، شامل تمام تکنیک‌هایی است که برای اعمال کنترل بر روی سر استفاده می‌شود. این ممکن است به یکی از چندین روش زیر اشاره داشته باشد:
- استفاده از طناب یا وسایل دیگر برای دستیابی به کنترل سر. این حالت به‌طور خاص، ممکن است به عقب کشیدن سر توسط اسیر مو، طنابی متصل به پشت، بالای هود یا دسته سر باشد. همچنین می‌توان در آن، از یک طناب متصل به چشم‌بند یا گنگ استفاده کرد، اما این معمولاً امنیت کمتری دارد و ممکن است فشار زیادی را به قسمت کوچکی از صورت وارد کند. به‌طور خاص، با یک گز گرفتن، گوشه‌های دهان ممکن است آسیب ببینند.
- محصور کردن هد، در درپوش باند، مهار سر، جعبه یا استفاده از وسیله ای مانند افسار Scold (که به آن شاخه نیز گفته می‌شود). مهار سر ممکن است شامل چشم‌بند یا گنگ باشد. محاصره، ممکن است شامل یقه حالت سفتِ گردن باشد تا حرکت سر را محدود کند.[۳۶]

#### مهار سر
مهار سر یک دستگاه ساخته شده از تسمه به هم پیوسته‌است، که طراحی شده‌است برای محاصره سر انسان؛ و در بی‌دی‌اس‌ام کاربرد دارد. بندها به‌طور کلی توسط سگک‌هایی که در پشت سر محکم می‌شوند، محکم می‌شوند. از مهار سر معمولاً برای پیدا کردن نقاط اتصال، برای اطمینان از انواع گزها مانند گگهای توپی، دکمه‌های دندانه دار، دکمه‌های حلزونی و دکمه‌های حلقه ای استفاده می‌شود؛ اگرچه مهار سر کاربردهای دیگری نیز دارد مانند تهیه نقاط اتصال برای سایر اشکال بانداج، همچنین ممکن است به سادگی برای تأثیر روانی از آن استفاده شود. مهار سر به خودی خود، ممکن است با محدود کردن توانایی بازکردن دهان، یا داشتن یک پوشش دهان، به عنوان یک بخش جدایی ناپذیر برای بانداج، عمل کند.
مهار سر، مانند بسیاری از اشکال دیگر بانداج، همچنین در ایجاد احساس شی گرایی و درماندگی وابسته به عشق شهوانی بر سلطه‌پذیر تأثیر می‌گذارد؛ که می‌تواند برای سلطه‌پذیر یا افرادی که آن‌ها (سلطه‌گر و سلطه‌پذیر) را مشاهده می‌کنند، وابسته به عشق شهوانی باشد. بسیاری از مهارهای سر با بندهایی طراحی شده‌اند که از جلوی چشم فرد استفاده‌کننده عبور می‌کنند، دید آنها را محدود می‌کنند و حس شیئی سازی و انقیاد اروتیک را بیشتر می‌کنند. بعضی از آنها چشم‌بند کامل هم دارند.

## لنگر انداختن کروات

### فیگور عقاب با بالهای باز

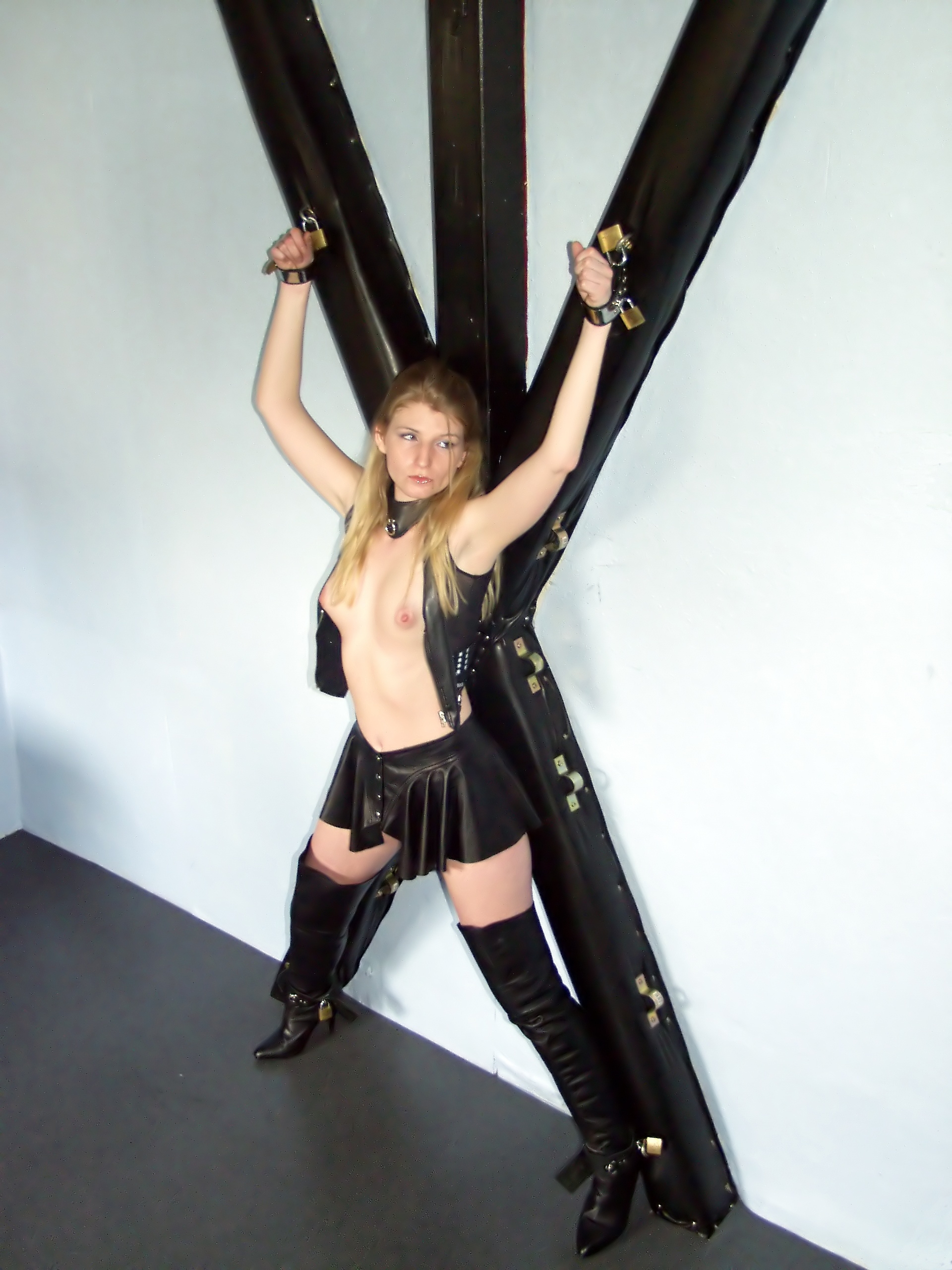

موقعیت فیگور عقاب نیز به عنوان یک حالت بانداج در بازی استخدامِ بی‌دی‌اس‌ام است؛ و گاهی به صورت افقی، در غیر این صورت به صورت عمودی و حتی وارونه است. این یک موقعیت راحت است؛ بندهای سلطه‌پذیر در حالی که به پشت قرار دارد، هر چهار اندامش را در صلیب محکم می‌کند. این بانداج در حالت رو به پایین، مستعد نامیده می‌شود. گره‌ها می‌توانند شل باشند و اجازه حرکت را بدهند یا سفت‌تر باشند. حالت بانداج اجازه دسترسی کامل سلطه‌گر به قسمت جلوی بدن سلطه‌پذیر را می‌دهد، اما هیچ دسترسی‌ای به پشتش نیست، بنابراین شامل بازی‌های خشن نمی‌شود. زاویه تند، رابطه مقعدی را محدود می‌کند.

### صلیب سنت اندروز
حالت فیگور عقاب یا《ایستاده آویز》را می‌توان با استفاده از تجهیزاتی مانند صلیب، میله‌های پاگشا سنت اندرو، طناب یا زنجیر متصل به نقاط مختلف، به‌دست آورد. این حالت، به عنوان یک روش تحقیر وابسته به عشق شهوانی، سلطه‌پذیر را مجبور می‌کند دستگاه تناسلی خود را به نمایش بگذارد؛ همچنین این حالت، دسترسی به فاق، کشاله ران یا ناحیه مقعد راهم فراهم کنند.

### مبلمان بانداج
مبلمان مخصوص این بانداج، با لنگر تولید می‌شوند. این لنگرها، شامل قفس‌ها، قاب‌ها، سهام، صندلی‌ها و میزها می‌شوند. مبلمان خانگی استاندارد را می‌توان به صورت باز شده، با این حالت سازگار کرد. به عنوان مثال، یک تختخواب را می‌توان با استفاده از کیت مهار، با این حالت بانداج سازگار کرد. نوار چسب متصل به دکمه‌های چرمی، در زیر تشک قرار می‌گیرد. یک صندلی پشتی نردبان، نقاط اتصال را برای اتصال پاها در هوا یا پشت فراهم می‌کند. یک میز آشپزخانه محکم، دارای چندین کاربرد در بی‌دی‌اس‌ام است.

## استراپادو

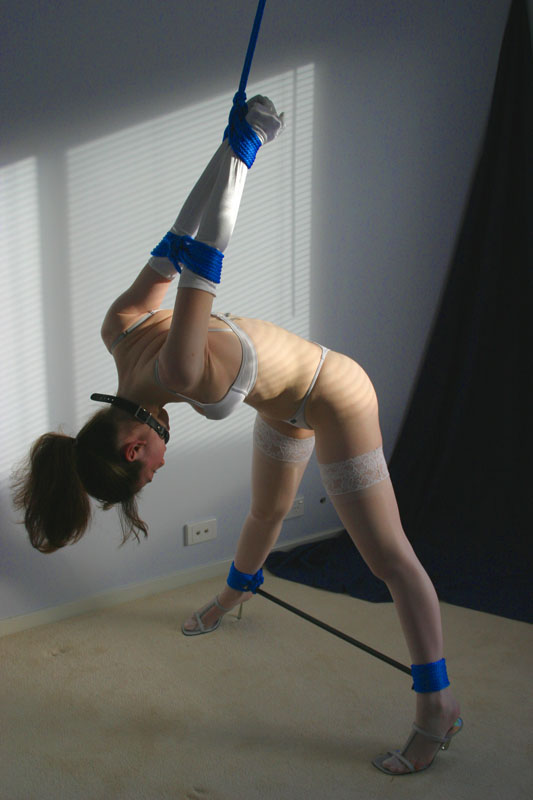
استراپادو با میله پاگشا و بند آرنج

بانداج استراپادو اصطلاحی است که یکی از حالت‌ها و تکنیک‌های مورد استفاده در بازی بی‌دی‌اس‌ام به نام استراپادو را، توصیف می‌کند. در آن، بازوهای فرد از پشت بسته می‌شود، سپس با استفاده از برخی از روش‌های اتصال، مانند طناب یا زنجیری که از مچ به یک نقطه ایمن در بالا می‌رود، بازوهای سلطه‌پذیر در پشت آنها بلند می‌شوند تا زمانی که فرد مجبور شود خم شود. اگرچه حالت بانداج استرپادو نوعی بازی بی‌دی‌اس‌ام در نظر گرفته می‌شود، اما در اصول اساسی خویشتن داری با روش شکنجه، مشترک است و بنابراین اگر به‌طور ایمن تمرین نشود، خیلی راحت می‌تواند به همان شکل شکنجه تبدیل شود.

### تکنیک
سبکهای مختلف بانداج استرپادو را می‌توان به صورت زیر خلاصه کرد، همچنین اینها را می‌توان با طنابهای شکم، بانداج پستان، دهان بند یا چشم‌بند ترکیب کرد. تکنیک دقیقی که بسیار مورد استفاده است، و مربوط به هدف استفاده از این حالت خاص در بازی بی‌دی‌اس‌ام است، به شرح زیر است:
- با میله پاگشا، پاها و نقاط اتصالشان از هم جدا شده‌اند؛[۴۴]
- پاها با یک میله به هم وصل‌اند؛
- زانوها به هم متصل شده و مچ پاها از هم باز شده‌است؛
- آرنج بسته شده/نشده‌است (همچنین به بازو نگاه کنید)
- طناب به دور گردن/یقه برای پایین آوردن سلطه‌پذیر و خم شدنش پایین کشیده می‌شود (به منظور ایمنی، اطمینان از عدم فشار بر جلوی گردن مهم است)
- بانداج مو یا بانداج دیگر سر برای عقب کشیدن سر بسته شده‌است.[۴۴]

اینکار عمدتاً تحرک سلطه‌پذیر را کاهش می‌دهد یا حتی از بین می‌برد، زیرا بدن در حالت نامناسبی قرار می‌گیرد و هرگونه تقلا از طرف سلطه‌پذیر، می‌تواند باعث از دست دادن تعادلش بشود. در نتیجه، سلطه‌پذیر از ترس از دست دادن تعادل، حرکت نمی‌کند. با بازشدن ناحیه باسن و ناحیه تناسلی، احساس آسیب‌پذیری در ذهن فرد ایجاد می‌شود. هنگامی که آرنج‌ها به هم متصل می‌شوند، حتی برای افراد بسیار انعطاف‌پذیر، به ندرت امکان اتصال آنها برای لمس وجود دارد، زیرا در حالی که بازوها به سمت حالت افقی بلند می‌شوند، مفاصل شانه به حالت دیگری می‌روند و مانع حرکت معمول می‌شود که باید با آرنج انجام شود. صرف نظر از این، هر نوع بانداج آرنج، حتی جزئی، که به این روش انجام می‌شود، می‌تواند به شدت فشار را افزایش دهد.
استفاده از بانداج سر، باعث می‌شود که سر سلطه‌پذیر به حالت رو به جلو کشیده شود و در مقابل آویزان شدن به سمت زمین باشد، و غالباً برای انجام دادن رابطه جنسی دهانی با سوژه استفاده می‌شود. علاوه بر محدودیتی که این امر ایجاد می‌کند، در صورت استفاده از یک حلقه مناسب، ممکن است سلطه‌پذیر به‌طور فزاینده‌ای در معرض نفوذ آلت تناسلی سلطه‌گر به دهانش، قرار گیرد و از آنجا که سر فرد رو به پایین است، می‌تواند با افتادگی همراه باشد.
واکنش طبیعی سلطه‌پذیر هنگام بلند شدن بازوهایش، بیشتر خم شدنش به جلو است. با بلند کردن بیشتر بازوها از نقطه بحرانی، ادامه کار بدون بلند شدن از زمین بسیار دشوار یا حتی از نظر جسمی غیرممکن است، و آنها را مجبور به ایستادن بیشتر و فشار بیشتر بر مفاصل شانه می‌کند. اینکار، همچنین می‌تواند به عنوان مثال با یک یک قاب و طناب یا زنجیرهای جایگزین برای سایر دستگاه‌های بانداج، محکم‌تر انجام شود. با بی‌حرکتی کامل بدن فرد، او در حالت مسلط می‌تواند کنترل کامل و دقیق، بر تنش و درد تجربه شده داشته باشد (و نه کنترل بر بدن و حرکت‌هایش).
نوعی بانداج مخرب، بستن یک پای سلطه‌پذیر به ران مقابل یا قسمت دیگر بدن است، که در آن صورت، سلطه‌پذیر باید تمرکز خود را روی عدم ایجاد درد بیشتر بگذارد. بازوان او تا جایی بالا می‌رود که مجبور شود روی انگشتان پا بایستد. برای درد کمتر در پا، او باید بدن خود را پایین بیاورد و درد بیشتری در شانه‌های خود ایجاد کند، و بلعکس. بانداج دیگر، این است که پای سلطه‌پذیر را به قسمت دیگری از بدن دیگر ببندند تا او بتواند درد خود را تسکین دهد، اما آن را برای سلطه‌پذیر دیگر افزایش دهد.
با آویزان شدن سینه‌ها، می‌توان از گیره‌های نوک پستان، احتمالاً با وزنه‌های متصل شده، برای تحریک سلطه‌پذیر با درد بیشتر استفاده کرد.
بانداج استراپادو، بیشتر با هردوپای سلطه‌پذیر که روی زمین است، استفاده می‌شود. به ندرت کسی از این روش در حالی که سلطه‌پذیر پاهای خود را از زمین جدا کرده‌است، استفاده خواهد کرد، زیرا این‌کار می‌تواند درد و آسیب دیدگی شدید را به همراه داشته باشد.
به دلیل دشواری در حفظ این حالت، این نوع بازی بی‌دی‌اس‌ام اجازه نمی‌دهد که برای مدت طولانی استفاده شود. کاربرد عمده آن برای بازی جنسی با سوژه مقید است. در این بانداج، در حالی که اینگونه محدود است، سلطه‌پذیر برای استفاده از ابزارهای مختلف مانند شلاق و غیره، آزاد است. این حالت همچنین می‌تواند برای مقاربت جنسی، یا استفاده از ویبراتور ویا گوزن برای تحریک فرد مقید استفاده شود.

### ایمنی
این حالت بانداج، همچنین به عنوان نوعی شکنجه مورد استفاده قرار می‌گیرد؛ که برای اینکار، معمولاً تدابیری اتخاذ می‌شود که فرد در این حالت، فراتر از تواناییهای جسمی‌اش حرکت نکند. هر حالتی که اندام‌ها را از حدشان بیشتر حرکت دهد و برای مدت طولانی در آن موقعیت نگه دارد، می‌تواند حتی به انعطاف پذیرترین افراد آسیب برساند-گاهی دائمی. اگرچه بسیار نادر است، تکرارهای شدید این وضعیت، ممکن است باعث خفگی شود، زیرا ممکن است در این حالت، فرد معلق شود، ریه‌هایش منقبض شده و باعث پریشانی تنفسی‌اش شود. به همین دلیل، این روشی است که باید با رعایت اصول ایمنی انجام شود.

## بانداج تعلیق
بانداج تعلیق، نوعی بانداج در بی‌دی‌اس‌ام است که در آن، فرد را از یک یا چند نقطه سقفی آویزان می‌کنند. قابل توجه است که این بانداج، خطر بیشتری نسبت به سایر اشکال بانداج در بی‌دی‌اس‌ام دارد و توجه زیادی به ایمنی در آن وجود دارد.
در حالت تعلیق جزئی، فرد به شکلی بانداج می‌شود که بخشی از وزن بدن او توسط طنابهای معلق، کابلها یا زنجیرها نگه داشته شود. حالت تعلیق جزئی کلاسیک، به این شکل است که فرد روی یک پا بایستد، بخشی از وزنش را مهار قفسه سینه نگه دارد، و پای دیگرش به سمت بالا کشیده شود. همچنین نوعی بانداج که در آن، سلطه‌پذیر به پشت دراز می‌کشد و سلطه‌گر، پاهایش را به سمت بالا و روی یک نقطه در سقف می‌بندد، تا کمر سلطه‌پذید از زمین بلند شود، هم به عنوان بانداج تعلیق جزئی شناخته می‌شود.
در حالت تعلیق کامل، شخص کاملاً توسط طناب‌های معلق کننده، کابل یا زنجیر در هوا معلق است و هیچ تماسی با زمین ندارد. حالت بدن فرد در حالت تعلیق کامل ممکن است افقی، عمودی یا معکوس باشد. سلطه‌پذیر در این حالت، فقط با مقاومت خودش و مهارت سلطه‌گر، محدود می‌شود.
برخی گروه‌های چند نفره بی‌دی‌اس‌ام، حالت خود تعلیقی را تمرین می‌کنند.